# Aconurella diplachnis
Aconurella diplachnis är en insektsart som beskrevs av Alexander Fyodorovich Emeljanov 1964. Aconurella diplachnis ingår i släktet Aconurella och familjen dvärgstritar. Inga underarter finns listade i Catalogue of Life.